# Fisarmonica cromatica bitonale
La fisarmonica cromatica bitonale è uno strumento musicale aerofono a mantice nato come risultato di successive modificazioni apportate alla fisarmonica diatonica o organetto.
Si tratta di uno strumento musicale nato negli anni Ottanta del XX secolo, quando si modificò la fisarmonica diatonica (ovvero organizzata per scale diatoniche) con l'aggiunta di una completa terza fila di alterazioni e soprattutto con la modificazione delle due file di impianto diatonico. Infatti, nelle fisarmoniche cromatiche bitonali le due file principali vengono trattate liberamente, muovendo, sostituendo, spostando note a seconda delle necessità musicali del caso con il risultato estremo, ormai oggi molto diffuso, di ottenere una tastiera completamente cromatica in apertura di mantice, sul modello delle fisarmoniche cromatiche a bottoni. La prassi musicale di questo strumento, quindi, differisce sostanzialmente da quella dello strumento originario, la fisarmonica diatonica, prediligendo infatti una produzione dei suoni quasi sempre in apertura di mantice.
Da notare che l'aspetto tradizionale, storico e sostanzialmente standard relativo allo strumento diatonico, viene completamente a mancare con l'invenzione delle nuove "fisarmoniche cromatiche bitonali". È chiaro infatti che non ci si trova di fronte a un nuovo strumento musicale standardizzato, ma piuttosto si rende evidente sempre di più che tale strumento rappresenta un "campo d'azione" libera, alle volte empirica, di una moltitudine di suonatori differenti, alcuni professionali altri no, che richiedono ai vari costruttori di volta in volta la costruzione di "fisarmoniche cromatiche bitonali" personalizzate per rendere eseguibili singoli repertori o generi musicali (ad esempio, il repertorio jazz o addirittura quello della musica classica).

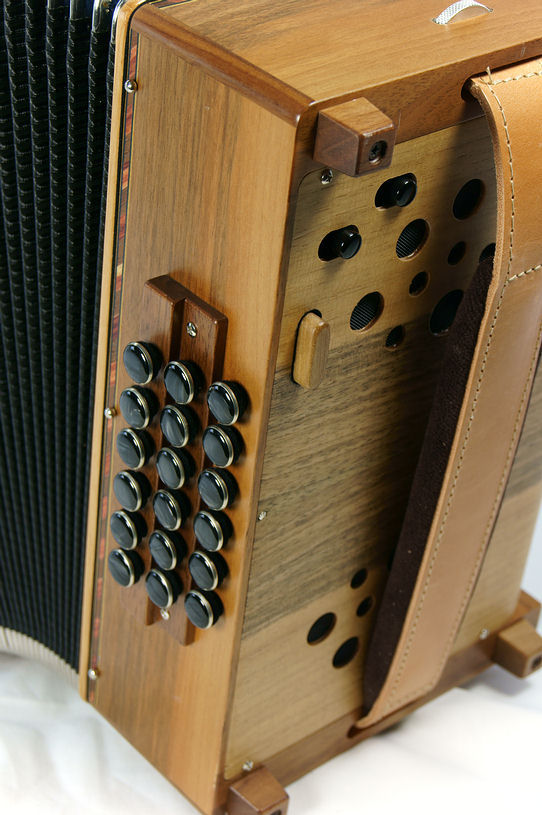
Tastiera dei bassi di una fisarmonica cromatica bitonale

La creazione di questo nuovo strumento musicale trova il suo completamento nella fondamentale modifica della tastiera dei bassi, da otto a diciotto o ventiquattro bassi e anche nell'aggiunta, in alcune fisarmoniche, di una quarta fila, che porta ad un ulteriore aumento del numero delle note di estensione dello strumento, dagli originari 21 tasti della fisarmonica diatonica (organetto) agli attuali 33 o 44 della fisarmonica cromatica bitonale. Ma anche questo non rappresenta uno standard. Ci sono "fisarmoniche cromatiche bitonali" costruite su cinque file, alcune di queste bitonali e altre no, con i bassi completamente NON bitonali, oppure impostati secondo la disposizione delle fisarmoniche cromatiche, oppure completamente cromatici sia al canto che ai bassi e completamente non bitonali (chiaramente si tratta di prototipi). È importante sottolineare come questo strumento non sia standardizzato, bensì si tratta di strumenti personalizzati che vengono costruiti riproducendo le disposizioni delle note sulle tastiere richieste di volta in volta dai clienti, sia alla mano destra che alla mano sinistra.
La forma attuale della fisarmonica cromatica bitonale sembra corrispondere a una tipologia strumentale già nota agli inizi del XX secolo con il nome di Semitoun. In area occitana e francese, si prenda ad esempio il fisarmonicista Daniel Denechau, la fisarmonica diatonica (organetto) era spesso affiancata, e lo è tuttora, da uno strumento cromatico capace di suonare  tutti i 12 semitoni della scala cromatica, e proprio da questa sua caratteristica prende il nome "Semitoun" che semanticamente va proprio a identificare la scala cromatica in contrapposizione a quella diatonica suonata dall'organetto.
È lo stesso Silvio Peron, storico suonatore ed esperto di organetto, che conferma una netta e chiara distinzione tra i due strumenti: "Curiosità legata al semitoun era l'utilizzo generalizzato, per quanto più possibile, della tecnica cosiddetta incrociata tra la prima e la seconda fila che permetteva di 'smanticiare' il meno possibile, viste anche le dimensioni ed il peso dello strumento rispetto all'organetto". Parole che ritraggono perfettamente le caratteristiche esecutive delle fisarmoniche cromatiche bitonali.
Il termine "fisarmonica cromatica bitonale" non è ancora unanimemente accettato in Italia soprattutto perché il termine "organetto" rappresenta tuttora un forte brand commerciale sia per i costruttori che per i musicisti e/o insegnanti, mentre all'estero, laddove questo tipo di strumento si è diffuso, in particolar modo in Francia, la distinzione tra strumento diatonico e strumento cromatico è chiara e consolidata e quindi il termine "accordeon chromatique bisonore" (fisarmonica cromatica bitonale) è ormai ampiamente usato, ad esempio come si può evincere da questa pagina del celebre sito "La guitare hereuse": https://laguitareheureuse.fr/accordeon-diatonique-ou-chromatique-lequel-choisir/ dove è scritto testualmente: "Par conséquent, ces modèles ne sont plus diatoniques au sens propre. Ils bénéficient d’un système de registre identique à celui des chromatiques. En revanche, le fonctionnement poussé/tiré reste toujours semblable et produit des sons bien distincts en fonction de l’orientation du soufflet". Come si legge, quindi, questo tipo di fisarmonica non è più diatonica, bensí cromatica, ma continua a essere bitonale o bisonora  su ogni tasto a seconda della direzione del mantice.